# Аджиашвили, Джемал
Джемал (Семён, Шимон) Аджиашви́ли (1944 — 2013) — советский и грузинский поэт, переводчик, публицист, драматург, учёный и общественный деятель.

## Биография
Родился 23 марта 1944 года в Сенаки (ныне Самегрело-Верхняя Сванетия, Грузия). Грузинский еврей. Окончил отделение персидских языков факультета востоковедения Тбилисского государственного университета. Начиная со студенческих лет, переводил классическую персидскую поэзию — Фирдоуси, Хайяма, Саади. После окончания ТГУ работал в Иране. В 1970−1980 годах занимался, в основном, переводческой и преподавательской деятельностью. В 1974—1990 годах работал старшим научным редактором главной редакционной коллегии художественного перевода и литературных взаимоотношений при Союзе писателей.
Одновременно читал лекции в Тбилисском государственном университете и Институте иностранных языков.
С 1988 года работал в научно-исследовательской лаборатории грузинских и иностранных литературных взаимоотношений Тбилисского Государственного Университета.
С 1993 года — заведующий кафедрой востоковедения Государственного педагогического университета им. Орбелиани. Ректор еврейского народного университета (с 1997 года). Член союза театральных деятелей Грузии (с 1977 года), с 1980 года — член Союза писателей Грузии.
Умер 5 января 2013 года.

## Творчество
В 1979 году опубликовал на грузинском языке уникальный в СССР сборник переводов «Средневековая еврейская поэзия», имевший огромный резонанс во всем мире.
Автор пьесы «Проснись, арфа!» об истории грузинских евреев. Впервые пьеса была поставлена в 1988 в Израиле. Пьеса написана для одного актера и в течение нескольких лет исполнялась известным актёром Котэ Махарадзе. В драматическом театре имени К. А. Марджанишвили с успехом шли переведённые им поэма-сказка Карло Гоцци «Синяя бездна», драматическая поэма Чикамацу «Самоубийство влюблённых на небесных устах острова».
Д. Аджиашвили — автор поэтических переводов на грузинский язык многих произведений мировой классической поэзии, библейских псалмов и стихов еврейских поэтов Андалусии, древнеегипетских песнопения и персидской поэтической классики, драматических поэм Шекспира, Тирсо де Молина, Карло Гоцци, сонетов Данте, Петрарки, Микеланджело, Рильке, В. В. Маяковского, Б. Л. Пастернака и многих других поэтов.
Кроме персидского, Д. Аджиашвили свободно читал и переводил с иврита, арабского, английского, испанского, итальянского, русского, французского и японского языков.

## Общественная деятельность
Активный участник общественно-политической деятельности Грузии, член Государственного Совета Грузии (1992), трижды избирался депутатом грузинского парламента (1992, 1995 и 2000). В 2009 был избран генеральным директором Всемирного конгресса евреев Грузии. С момента создания Евроазиатского еврейского конгресса представлял в нем общину грузинских евреев.
Член Генерального совета Евроазиатского еврейского конгресса (ЕАЕК).

## Награды и премии
- Государственная премия Грузинской ССР имени Шота Руставели (1984),
- Орден Чести (1996),
- Почётный гражданин Тбилиси (2004)
- премия имени Ильи Чавчавадзе (Святого Ильи Праведного) парижского грузинско-европейского института (1991)
- премия имени Иванэ Мачабели (1995)
- несколько иностранных литературных премий.